# Cormocephalus pygmaeus
Cormocephalus pygmaeus – gatunek parecznika z rzędu skolopendrokształtnych i rodziny skolopendrowatych.
Gatunek ten został opisany w 1892 roku przez Reginalda Innesa Pococka, który jako lokalizację typową wskazał Ćennaj w obecnym Tamilnadu. Carl Attems umieścił go w podrodzaju nominatywnym Cormocephalus s. str.. B. S. Jangi i C. M. S. Dass dokonali w 1981 roku redeskrypcji holotypu.
Parecznik orientalny, podawany ze indyjskich stanów Asam, Andamany i Nikobary, Bihar, Chhattisgarh, Maharasztra, Radżastan, Bengal Zachodni, Tamilnadu, Uttar Pradesh i Uttarakhand oraz z Mjanmy i Nepalu.